# Султан III бин Мухаммад аль-Касими
Шейх д-р Султан бин Мухаммад аль-Касими (араб. الشيخ الدكتور سلطان بن محمد القاسمي‎) (род. 6 июля 1939 года) — эмир Шарджи и член Высшего союзного совета Объединённых Арабских Эмиратов с 25 января 1972 года. Сын эмира Мухаммада бин Сакра аль-Касими. Видный современный арабский деятель науки и образования, историк, автор многих научных трудов и нескольких литературных произведений, в том числе, шести пьес.

## Биография
Шейх Султан получил начальное и среднее образование в эмиратах Шарджа, Дубай и Кувейт.
В 1971—1972 годах министр образования ОАЭ.
В июне 1987 в атмосфере острых противоречий между эмиратами, вызванных ирано-иракской войной, в Шардже произошёл дворцовый переворот: эмир Султан III вынужден был отречься от престола в пользу своего брата, Абд аль-Азиза аль-Касими. Президент ОАЭ шейх Зайд ибн Султан Аль Нахайян признал Абд аль-Азиза законным эмиром Шарджи, однако вице-президент и премьер-министр ОАЭ шейх Рашид ибн Саид Аль Мактум заявил о своей поддержке эмира Султана III. В конфликт вмешался Высший союзный совет Объединённых Арабских Эмиратов, восстановивший на престоле эмира Султана, а Абд аль-Азиза объявил наследным принцем Шарджи.
Очень скоро, однако, Султан заменил Абд аль-Азиза своим старшим сыном Мухаммадом. Мухаммад, однако, скончался от передозировки героина в 1999 году. Так как правящая ветвь оказалась замешана в вышеозначенных скандалах, ей не удалось продвинуть нового наследного принца из своего числа, и новым наследным принцем был назначен представитель другой ветви Султан бин Мухаммад бин Султан.
В конце 90-х годов XX века шейх Султан сосредоточил свои усилия в сфере развития образования. В 1997 году он занял должности президента Американского университета в Шардже и Университета Шарджи (занимает их по настоящее время). В 1998 году в качестве профессора эмир Султан преподавал в Университете Эксетера, в 1999 — в Университете Шарджи (курс новой истории региона Персидского залива), в 2008 — в Университете Каира.

## Семья
Старший сын эмира, 24-летний Мухаммад, скончался от передозировки героина в 1999 году. Его третий ребёнок, шейх Халид бин Султан аль-Касими (1980—2019) был дизайнером и фотографом, жил в Лондоне. Он скончался 1 июля 2019 года в номере гостиницы Knightsbridge также от передозировки наркотиков. Дочь Бодур бинт Султан аль Касими (р. 1978) создала в 2007 году издательство Kalimat Publishing Group, изначально специализирующееся на современной детской литературе, но ставшее издательством широкого профиля. С тех пор принцесса Бодур активно вовлечена в международные издательские инициативы.

## Награды
- Орден Святого Месропа Маштоца (2005 год, Армения) — за вклад в дело укрепления дружеских связей между арабским и армянским народами, а также за отношение к армянской общине[1].
- Орден Почёта (17 октября 2013 года, Армения) — за значительный вклад в укрепление дружественных связей и развитие экономического сотрудничества между Республикой Армения и Объединёнными Арабскими Эмиратами[2].

## Научная деятельность

### Научные труды
- A Memorandum for Historians on the innocence of IbnMajid = بيان المؤرخين الاماجد في براءة ابن ماجد. — Шарджа: Maddad Printing, 2000.
- A Permissible Narrative. — Бейрут: Al Muassasah Al Arabiya lil Dirasat wal Nashr, 2009. — ISBN 978-9948-15-519-5.
- Arab Omani Documents in the French Archive Centres. — Дубай: Dar Al Ghurair Printing, 1993.
- British Occupation of Eden. — Дубай: Dar Al Ghurair Printing, 1990.
- Deep-Seated Malice. — Шарджа: Al-Qasimi Publications, 2004. — ISBN 978-0863-563-65-2.
- Description of Muscat Fort and other forts in the Omani Gulf. — Шарджа: Al Qasimi Publications, 2009.
- Division of the Omani Empire (1856-1862). — Дубай: Al Bayan Printing and Publishing Est., 1989. — ISBN 9948-406-31-1.
- John Malcolm and the British Commercial Base in the Gulf (1800). — Шарджа: Dar Al Khaleej Printing, 1994.
- Kinship Index. — Шарджа: Al-Qasimi Publications, 2008. — ISBN 9948-406-26.
- Letters of Somali Leaders to Shaikh Sultan Bin Saqer Al Qasimi (1837). — Шарджа: Dar Al Khaleej Printing, 1996.
- Memorandum on Kuwait (The Biography of Shaikh Mubarak Al Sabah). — Шарджа: Al-Qasimi Publishing, 2004. — ISBN 9948-406-22-4.
- Muscat and other Forts on the Shoreline of the Gulf of Oman. — Шарджа: Al-Qasimi Publications, 2009.
- My Early Life. — Шарджа: Al-Qasimi Publishing, 2009. — ISBN 978-1-4088-1420-8.
- Omani- French Relations (1715-1905). — Лондон: Forest Row, 1993. — ISBN 0-9529404-0.
- Power Struggles and Trade in the Gulf (1620—1820) = صراع النفوذ والتجارة في الخليـج بين عامـي 1620 و 1820. — Лондон: Forest Row, 1999. — ISBN 0-9529404-1-8.
- Sharjah Air Station Between the East and West. — Шарджа: Al-Qasimi Publications, 2009. — ISBN 9948-406-27.
- The Genesis of the Scout Movement in Sharjah. — Шарджа: Центр изучения Персидского залива имени д-ра Султана аль-Касими, 2008.
- 1 // The Gulf in Historic Maps (1478 – 1861) = الخرائط التاريخية ما بين عامي 1478 و 1861. — Лестер: Thinkprint Limited, 1996.
- 2 // The Gulf in Historic Maps (1478 – 1861) = الخرائط التاريخية ما بين عامي 1478 و 1861. — Лестер: Streamline Press Limited, 1999.
- The Journals of David Seton in the Gulf (1800-1809). — Шарджа: Dar Al Khaleej Printing, 1994.
- The Myth of Arab Piracy in the Gulf. — Лондон: Croom Helm, 1986. — ISBN 0-415-02973-2.